# Syntrichia virescens
Syntrichia virescens (deutsch Grünes Verbundzahnmoos, Grüner Drehzahn oder Grünes Drehzahnmoos) ist eine Laubmoos-Art in der Familie Pottiaceae. Ein häufig vorkommendes Synonym ist Tortula virescens (De Not.) De Not.

## Beschreibung
Die bis 2 Zentimeter großen Pflanzen bilden dichte, olivgrüne bis schmutzig braungrüne, durch die Glashaare gräulich schimmernde Rasen. Der Stämmchenquerschnitt weist einen Zentralstrang auf. An der Stämmchenspitze sind die Blätter schopfig gehäuft und größer, sie sind trocken locker anliegend und leicht gedreht, feucht aufrecht abstehend und leicht bis mäßig zurückgekrümmt. Sie sind spatelförmig, in der Mitte meist leicht verschmälert, an der Spitze abgerundet bis ausgerandet. Die Blattränder sind flach oder in der Mitte leicht umgebogen. Die hellfarbene bis braune Blattrippe läuft an der Blattspitze in ein langes, mehr oder weniger gezähntes, hyalines Glashaar aus. Die Ober(Ventral-)seite der Rippe weist papillöse Zellen auf, der Rippenquerschnitt zeigt 2 bis 3 Reihen weitlumiger Stereiden.
Die Laminazellen sind am Blattgrund neben der Rippe rechteckig und hyalin, zum Rand hin kürzer und schmäler. In der oberen Blatthälfte sind sie rundlich bis sechseckig, etwa 12 bis 14 Mikrometer groß und dicht mit Papillen besetzt, die die Zellwände nicht überragen und diese daher im Mikroskop deutlich sichtbar erscheinen lassen.
Die Geschlechterverteilung ist diözisch. Sporogone sind selten. Die rote Seta ist bis 15 Millimeter lang, die zylindrische Kapsel aufrecht bis leicht gekrümmt. Der spitze Deckel ist bis halb so lang wie die Kapsel. Peristomzähne sind gewunden, ihre Basalmembran ist 0,4 Millimeter hoch. Die Sporengröße beträgt 10 bis 18 Mikrometer.

## Varietät
Es gibt Formen mit fehlendem Glashaar, diese werden als Syntrichia virescens var. mutica (Nebel & Heinrichs) oder Tortula virescens var. mutica Nebel & Heinrichs beschrieben.

## Standortansprüche und Verbreitung
Die Art wächst oft auf Baumborke in Streuobstwiesen oder Alleen an lichten, sonnigen und luftfeuchten Orten, weiters auch auf Gestein, Beton, Asphalt, Mauern und Dächern.
Sie kommt in Deutschland, Österreich und der Schweiz zerstreut vom Flach- und Hügelland bis zur unteren Montanstufe (bis 1000 Meter Seehöhe) vor. In größeren Waldgebieten oder in den Alpen fehlt sie.
Als Verbreitungsgebiet wird Europa, gegen Norden bis Südskandinavien und im Süden mit großen Verbreitungslücken im Mediterrangebiet, und Vorderasien angegeben.